# إيمانويل (فلم)
إيمانويل  (بالفرنسية: Emmanuelle)، (بالإنجليزية: Emmanuelle) هو فيلم فرنسي صدر في سنة 1974. من إخراج جوست جاكين. مقتبس من رواية إيمانويل للكاتب إيمانويل أرسان. الفيلم من بطولة سيلفيا كريستل بدور امرأة تذهب في رحلة إلى بانكوك لتختبر الجنس من نواحي عديدة. هذا الفيلم هو أول فيلم طويل للمصور جوست جاكين وصور في تايلاند وفرنسا بين عامي 1973 و 1974.
استقبل النقاد الفيلم بشكل سيئ بعد عروضه الافتتاحية، لتتغيرت المراجعات من سلبية إلى مختلطة خلال السنوات اللاحقة. حقق الفيلم نجاحا كبيرا في فرنسا بعد عرضه الافتتاحي وكان أحد أعلى الأفلام الفرنسية إيرادا على الإطلاق. كما قامت شركة كولومبيا بيكتشرز بتوزيع الفيلم في الولايات المتحدة ما جعله أول فيلم للكبار توزعه الشركة. حقق الفيلم شعبية في كل من أوروبا والولايات المتحدة وآسيا وتبعه في عام 1975 فيلم ايمانويل: مباهج امرأة. كما تبعته عدة أفلام أخرى تأثرت به بما فيها السلسلة الإيطالية "ايمانويل السوداء”.

## روابط خارجية
- مقالات تستعمل روابط فنية بلا صلة مع ويكي بيانات